# Пино, Пьер
Пьер Луи Пино́ (фр. Pierre Pinault; 1811—1855) — работник театра XIX века, главный машинист сцены Большого театра, муж В. В. Бороздиной и, соответственно, основатель артистической династии Бороздины — Музили — Рыжовы.
Информации о нём сохранилось очень мало. В основном — из воспоминаний потомков. Француз, он приехал в Россию помогать в становлении русского театра — и остался навсегда. Женившись на драматической актрисе московского Малого театра Варваре Васильевне Бороздиной, наверняка мечтал о счастливой жизни — тем более, родилась дочь, и жена покинула сцену, чтобы всецело заниматься семьёй. Но очень рано ушёл из жизни — не выдержало сердце.
Внучка В. Н. Рыжова писала о своем французском деде в автобиографии:

Мой дед с материнской стороны, француз Пино, был главным машинистом Большого театра и плохо говорил по-русски. Им были изобретены замечательные машины для полетов в балетах. Он считался выдающимся театральным машинистом. Дед умер рано, от разрыва сердца, когда моей матери было всего три года.— 
Из репертуара Большого театра (Московская императорская труппа), 1825—1845
 30 января 1842	Бенефис машиниста Л.-П. Пино. «Вот так пилюли! Что в рот, то спасибо!». Волшебная опера-вод. в 3 д. и 12 картинах Д. Т. Ленского с хорами, танцами, машинами, беспрестанными превращениями и великолепным спектаклем. Перед. фр. вод. Ф. Лалу, О. Анисе-Буржуа и Лорана «Les pilules du diable». Музыка Штуцмана; «Новый Отелло, или Без дяди не обойдется». Ком. в 1 д. Я. Я. Фейгина.